# 53 Persei
53 Persei (d Persei) é uma estrela na direção da Perseus. Possui uma ascensão reta de 04h 21m 33.15s e uma declinação de +46° 29′ 56.3″. Sua magnitude aparente é igual a 4.80. Considerando sua distância de 464 anos-luz em relação à Terra, sua magnitude absoluta é igual a −3.43. Pertence à classe espectral B4IV. É uma estrela variável Beta Cephei.